# لا زارا
فاطمة الزهراء حافظي وتعرف باسم لا زارا هي مغنية كندية من أصول مغربية، مثلت فرنسا في مسابقة الأغنية الأوروبية 2023.

## روابط خارجية
لا زارا على موقع IMDb (الإنجليزية)
- لا زارا على موقع ميوزك برينز (الإنجليزية)
- لا زارا على موقع أول ميوزيك (الإنجليزية)
- لا زارا على موقع ديسكوغز (الإنجليزية)
- لا زارا على موقع قاعدة بيانات الفيلم (الإنجليزية)